# La seconda notte di nozze
La seconda notte di nozze è un film del 2005 diretto da Pupi Avati, in cui ha esordito come attrice la celebre cantante lirica Katia Ricciarelli che per la sua interpretazione ha vinto il Nastro d'argento alla migliore attrice protagonista.

## Trama
Primi anni del secondo dopoguerra. Rimasta vedova il giorno seguente al matrimonio, e in difficoltà economiche, Liliana è costretta ad abbandonare Bologna insieme al figlio Nino, ladro per istinto che non esita a sfruttare la madre ancora piacente per sopravvivere. La vedova ha scritto a suo cognato Giordano per chiedergli implicitamente aiuto: Giordano le risponde, manifestando tra le righe la sua infatuazione verso di lei, che risale alla sua adolescenza, prima del matrimonio col fratello.
Nino, che si fa passare per avvocato, è stato scoperto a rubare l'argenteria della sua promessa fidanzata: pensa quindi di approfittare dell'insperata occasione per cambiare aria, non prima di aver rubato un'auto, con annessi bagagli, di una famiglia che lo aveva assunto come autista. Nino convince la madre, inizialmente riluttante, a recarsi in Puglia dove c'è lo zio mai conosciuto che possiede qualche avere e in questi anni è stato a lungo ricoverato in manicomio.
Liliana e Nino vengono accolti con entusiasmo nella masseria dal fragile Giordano che aiuta i contadini del luogo disinnescando gli ordigni inesplosi che la guerra ha lasciato nei campi, gente che conta sul suo aiuto, lui pensa, perché in caso di una esplosione, morirebbe un uomo mezzo matto e rimasto solo.
Contrarie all'arrivo dei due sono le anziane zie di Giordano, Suntina ed Eugenia, ostili da tempo alla famiglia di Liliana.
Giordano, pur di accogliere in casa l'amata cognata, oltre a smettere con le pericolose operazioni da artificiere, rinuncia a una parte della sua eredità a favore delle avide zie e trova un lavoro per il nipote presso un suo amico notaio. Nino però seduce la figlia del notaio, per giunta appena sposata, per rubare il denaro della cassa cambiali, utile per coronare il suo sogno: essere il protagonista di un film, con il suo attore preferito, che ha incontrato in Puglia, e partire per Hollywood.
Giordano rimedierà alle malefatte del nipote, risarcendo il notaio con alcuni gioielli di famiglia, e gli stanzierà la somma per finanziare il film, senza speranza di riavere i soldi indietro.
Giordano riesce infine a sposare Liliana che per gratitudine accetta l'offerta di matrimonio a condizione che sia "consumato" solo su sua richiesta, richiesta che avviene la stessa notte delle seconde nozze.

## Produzione
Il film prende le mosse da Bologna per arrivare in Puglia, con sequenze girate nelle contrade di Monopoli, tra le campagne di Fasano, la masseria Signorelli in contrada Pezze Vicine, la via della scogliera a Savelletri, la borgata di Torre Canne e infine il paese di Ostuni, con la chiesa di San Vito Martire ed il Largo Trinchera.
Nella scena del cinema vediamo un piccolissimo spezzone del film La signora di Shanghai (1947) con Rita Hayworth e Orson Welles.
L'auto che guida Nino (Neri Marcorè) è una Fiat 508 Balilla Trasformabile del 1938 (famiglia della Fiat 1100).

## Riconoscimenti
- 2006 - David di Donatello
  - Nomination Migliore attore protagonista a Antonio Albanese
  - Nomination Migliore attrice non protagonista a Marisa Merlini
  - Nomination Migliore attore non protagonista a Neri Marcorè
  - Nomination Migliori costumi a Francesco Crivellini
- 2006 -  Nastro d'argento
  - Migliore attrice protagonista a Katia Ricciarelli
  - Migliori costumi a Francesco Crivellini
  - Nomination Regista del miglior film a Pupi Avati
  - Nomination Migliore produttore a Antonio Avati (Duea Film) con Rai Cinema
  - Nomination Migliore attore protagonista a Antonio Albanese
  - Nomination Migliore attrice non protagonista a Angela Luce e Marisa Merlini
- 2006 - Globi d'oro
  - Miglior regista a Pupi Avati
  - Nomination Migliore sceneggiatura a Pupi Avati
  - Nomination Migliore colonna sonora a Riz Ortolani
- 2005 - Festival di Venezia
  - Nomination Leone d'oro a Pupi Avati